# Héthoumides

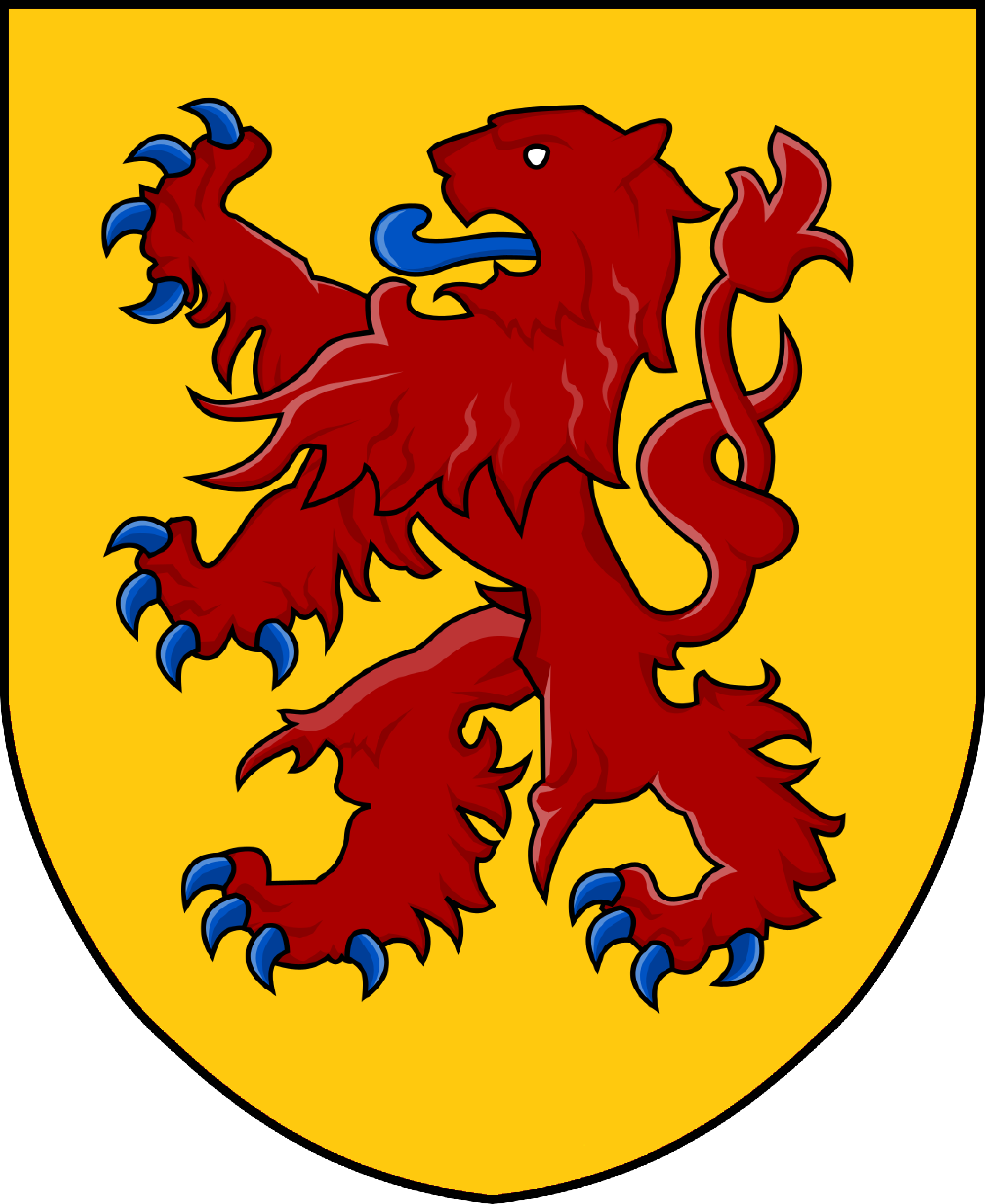
Blason de la Cilicie des Héthoumides. Leurs armes sont celles qui figurent sur lAtlas Catalan d'Abraham Cresques où elles représentent le royaume arménien de Cilicie (vers 1375, BnF).

Les Héthoumides (en arménien Հեթումյաններ) sont les membres d'une famille noble arménienne qui s'installa en Cilicie après la conquête de l'Arménie par les Seldjoukides et qui acquit la seigneurie de Lampron. 
Les princes de la famille rivale roupénide fondèrent la principauté arménienne de Cilicie, et les Héthoumides furent les chefs de l'opposition baronniale aux princes, puis aux rois et obtinrent les seigneuries de Korikos et de Barberon. En 1224, à l'extinction de la famille roupénide, les Héthoumides montèrent sur le trône, mais la famille s'éteignit elle-même en 1373. Le trône passa ensuite aux Lusignan.

## Généalogie

### Branche aînée (de Lampron)
```
Héthoum 
I
er
 († 1071), seigneur de 
Lampron

│
└──> Oshin 
I
er
 († 1110), seigneur de Lampron
     X une fille d'
Aboul Gharib
, prince 
Arçrouni
, gouverneur de Tarse
     │
     └──> Héthoum II († 1143), seigneur de Lampron
          │
          ├──> Oshin II (1125 † 1170), seigneur de Lampron
          │    X Schahandoukht Pahlavouni
          │    │
          │    └──> Héthoum III (1151 † 1218), seigneur de Lampron
          │         X1) Ne, fille de 
Thoros II
, 
prince d'Arménie

          │         X2) Ne
          │         │
          │         ├2:> Constantin (1180 † 1250), seigneur de Lampron
          │         │    X 
Stéphanie de Barbaron

          │         │    │
          │         │    ├──> Héthoum IV (1220 † 1250)
          │         │    │    │
          │         │    │    ├──> Kyrana († 1285)
          │         │    │    │    X 
Léon III
, 
roi d'Arménie

          │         │    │    │
          │         │    │    └──> Alix
          │         │    │         X 
Balian d'Ibelin
 (1240 † 1302)
          │         │    │
          │         │    └──> Alix  de Lampron
          │         │         X Oshin, seigneur de Korikos
          │         │
          │         └2:> Alix de Lampron († 1220)
          │              X 
Constantin de Barbaron
```

### Branche de Barbaron
```
          │
          └──> Smbat († 1153), seigneur de Barbaron
               │
               ├──> Bakouran († 1199), seigneur de Barbaron
               │
               ├──> Vasak († après 1199), seigneur de Barbaron
               │    │
               │    └──> 
Constantin
 (1180 † 1263), seigneur de Barbaron et de Korikos
               │         X1) Ne
               │         X2) Alix de Lampron († 1220)
               │         │
               │         ├─1> 
Stéphanie

               │         │    X) Constantin, seigneur de Lampron
               │         │
               │         ├─2> Marie de Barberon († 1263)
               │         │    X 
Jean d'Ibelin
 († 1266)
               │         │
               │         ├─2> 
Stéphanie
 (1220 † 1249)
               │         │    X) 
Henri 
I
er
 de Chypre
```

### Branche royale
```
               │         │
               │         ├─2> 
Héthoum 
I
er
 (1215 † 1270), 
roi d'Arménie

               │         │    X 
Isabelle
, fille de 
Léon II
, roi d'Arménie
               │         │    │
               │         │    ├──> 
Léon III
 (1236 † 1289), roi d'Arménie
               │         │    │    X Kyrana de Lampron († 1285)
               │         │    │    │
               │         │    │    ├──> 
Héthoum II
 (1266 † 1307), roi d'Arménie
               │         │    │    │    X Helvis, fille d'
Hugues III de Chypre

               │         │    │    │
               │         │    │    ├──> 
Thoros III
 (1271 † 1298), prince de Barberon, roi d'Arménie
               │         │    │    │    X Marguerite, fille d'Hugues III, roi de Chypre
               │         │    │    │    │
               │         │    │    │    └──> 
Léon IV
 (1289 † 1307), roi d'Arménie
               │         │    │    │         X Marie de Lusignan, fille d'
Amaury II de Chypre
 
               │         │    │    │         et d'Isabelle d'Arménie
               │         │    │    │
               │         │    │    ├──> 
Héthoum II
 († 1311), roi d'Arménie
               │         │    │    │
               │         │    │    ├──> 
Oshin
 (1283 † 1320), roi d'Arménie
               │         │    │    │    X1) Isabelle de Korikos († 1310)
               │         │    │    │    X2) Isabelle de Lusignan († 1319), fille d'
Hugues III de Chypre

               │         │    │    │    X3) 1316 
Jeanne de Tarente
 (1297-1323), fille de 
Philippe 
I
er
 de Tarente

               │         │    │    │    │
               │         │    │    │    └1:> 
Léon V
 (†1341), roi d'Arménie
               │         │    │    │         X1) 
Alice de Korikos

               │         │    │    │         X2) 
Constance de Sicile

               │         │    │    │
               │         │    │    ├──> Roupen († 1310), prince de Lampron
               │         │    │    │
               │         │    │    ├──> 
Isabelle d'Arménie
 (1275 † 1323)
               │         │    │    │    X 
Amaury II de Chypre
, gouverneur de Chypre
               │         │    │    │
               │         │    │    └──> Rita d'Arménie
               │         │    │         X 
Michel IX 
, 
empereur byzantin

               │         │    │
               │         │    ├──> Sibylle († 1290)
               │         │    │    X 
Bohémond VI d'Antioche

               │         │    │
               │         │    ├──> Euphémie († 1309)
               │         │    │    X 
Julien Grenier
 († 1275), 
comte de Sidon

               │         │    │
               │         │    └──> Marie († 1310)
               │         │         X 1266 Guy d'
Ibelin
 († 1289)
```

### Branche de Korikos
```
               │         │
               │         ├─2> Oshin 
I
er
 († 1264), seigneur de Korikos
               │         │    X Alix de Lampron
               │         │    │
               │         │    ├──> Constantin 
I
er
 († 1280), seigneur de Korikos
               │         │    │
               │         │    └──> 
Héthoum 
l'historien
 († 1314), seigneur de Korikos
               │         │         X Isabelle d'Ibelin, fille de Guy d'Ibelin
               │         │         │
               │         │         ├──> Isabelle de Korikos
               │         │         │    X 
Oshin
, roi d'Arménie
               │         │         │
               │         │         ├──> Constantin II († 1329), seigneur de Lampron
               │         │         │
               │         │         └──> 
Oshin II
 († 1329), seigneur de Korikos
               │         │              X1) 1311 Marguerite d'Ibelin, fille de Balian d'Ibelin
               │         │              X2) 1320 
Jeanne de Tarente
 († 1327), fille de 
Philippe de Tarente
, 
               │         │              │veuve d'
Oshin
, roi d'Arménie
               │         │              │
               │         │              ├──> 
Alice de Korikos
 († 1329)
               │         │              │    X 
Léon V
, roi d'Arménie
               │         │              │
               │         │              └──> 
Marie de Korikos
 († après 1373)
               │         │                   X 
Constantin V
 roi d'Arménie
```

### Branche de Neghir
```
               │         │
               │         └─2> Constantin, seigneur de Neghir
               │              X Isabelle de Lusignan, fille d'
Hugues III de Chypre

               │              │
               │              ├──> Héthoum
               │              │    │
               │              │    └──> 
Constantin VI
 († 1373), roi d'Arménie
               │              │
               │              └──> Baudouin
               │                   │
               │                   └──> 
Constantin V
 († 1363), roi d'Arménie
               │                        X 
Marie de Korikos

               │
               └──> Rita de Barberon
                    X 
Stéphane d'Arménie
 (
roupénide
)
```